# كاريل راينر
كاريل راينر (بالتشيكية: Karel Reiner)‏ هو ملحن وعازف بيانو تشيكي، ولد في 27 يونيو 1910 في Žatec ‏ في التشيك، وتوفي في 17 أكتوبر 1979 في براغ في التشيك.

## وصلات خارجية
- كاريل راينر على موقع ميوزك برينز (الإنجليزية)
- كاريل راينر على موقع أول ميوزيك (الإنجليزية)
- كاريل راينر على موقع ديسكوغز (الإنجليزية)
- كاريل راينر على موقع قاعدة بيانات الفيلم (الإنجليزية)

ناجون من معسكر اعتقال داخاو